# Asimov's Science Fiction
 (octobre 2022).
Si vous disposez d'ouvrages ou d'articles de référence ou si vous connaissez des sites web de qualité traitant du thème abordé ici, merci de compléter l'article en donnant les références utiles à sa vérifiabilité et en les liant à la section « Notes et références ».

Asimov's Science Fiction (anciennement Isaac Asimov's Science Fiction Magazine ou   IASFM) est un magazine de science-fiction américain créé en 1977.
Le magazine a été créé à l'initiative de Joel Davis de Davis Publications par Isaac Asimov, directeur éditorial, et George H. Scithers, rédacteur en chef. À l'origine il était trimestriel. Il est devenu bimestriel en 1978, mensuel en 1979 et bimensuel en 2017.
Quelques mois avant la mort d'Asimov, le magazine est racheté par Bantam Doubleday Dell en janvier 1992. C'est à cette occasion qu'il est rebaptisé Asimov's Science Fiction.

## Rédacteurs en chef
- George H. Scithers, 1977-1982
- Kathleen Moloney, 1982
- Shawna McCarthy, 1983-1985
- Gardner Dozois, 1986-2004
- Sheila Williams, 2004-